# Éric Loizeau
Éric Loizeau (Oullins, 3 de outubro de 1949), conhecido por "Capitão", é uma figura atípica da paisagem desportiva francesa pois é ao mesmo tempo um velejador e um alpinista confirmado.

## Velejador
Depois de ter feito parte durante quatro anos da equipagem do Pen Duick VI de Éric Tabarly, ganhou duas etapas da Whitbread 1977-1978, três regatas transatlânticas, vários Grande Prémios de multicascos, record da travessia do Atlântico Norte à vela em solitário em 1982.

## Alpinista
Depois de ter tomado parte em diferentes provas atléticas como (Raid Gauloises, Elf Authentique Aventures)  interessa-se pelo alpinismo e em 1994 é co-organizador do  Trofeu Mar e Montanha. Cada vez mais implicado no alpinismo. efetua a subida do monte Everest em 2003.
Aos 60 anos, Eric retoma o caminho do mar em companhia de Yves LeBlévec.
Da sua larga experiência humana e vivendo sempre junto da natureza implicou-se em causas relacionadas com a preservação do meio ambiente com a organização Ëric Loizeau 